# Sanford (Wirginia)
Sanford – jednostka osadnicza w Stanach Zjednoczonych, w stanie Wirginia, w hrabstwie Accomack.